# Русское (Калининградская область)
Русское (до 1946 года Гермау, нем. Germau) — посёлок в Зеленоградском районе Калининградской области. Входит в состав Красноторовского сельского поселения.

## Население
| 2002 | 2010 |
| ---- | ---- |
| 216  | ↗243 |

## История
В 1252 году орденское войско под руководством комтура Христбурга и вице-магистра Пруссии Генриха Штанге вторглось в Самбию и позже подошло к прусской деревне Гирмов, где столкнулось с сопротивлением со стороны самбов. Орденское войско потерпело поражение, в котором погибли Генрих Штанге и его брат Герман, и было вынуждено отступить. В 1255 году Самбия была завоёвана, после чего в 1270 году орденом для поддержания порядка на захваченной территории был основан замок.
Деревянно-земляное укрепление Гирмов (с 1595 года — Гермав, с конца XVII века — Гермау) было основано, вероятно, вскоре после подавления второго прусского восстания, около 1264 года. Первым камеррарием укрепления был знатный прусс Лейкауте. С 1310 года замок начали перестраивать в камне. Он располагался на холме, окружённом с запада и юга болотом; рядом протекал ручей, на котором были устроены запруды и построена мельница. Каскад прудов, образовавшихся вследствие строительства, прикрывал замок с севера и востока.
В ходе Тринадцатилетней войны, в конце сентября 1463 года, замок Гирмов был захвачен и разрушен польским отрядом. Полностью восстановлен замок не был. В документах Второго Торуньского мира от 19 октября 1466 года Гирмов ещё упоминался как замок, а в 1507 году великий магистр Фридрих фон Заксен рассматривал его как возможный опорный пункт в случае войны с Польшей. После секуляризации Тевтонского ордена в 1525 году Гирмов стал владением герцога Альбрехта и окончательно утратил оборонительное значение. В 1581 году замок был преобразован в резиденцию янтарного управляющего; сюда же была перенесена из Лохштедта Янтарная палата. В 1586 году замок, находившийся в разрушенном состоянии, был отреставрирован. С 1644 года в замке Гермав размещался созданный янтарный суд, виселица которого находилась на горе Галгенберг.
В последующие годы замок продолжал ветшать. В 1693 году янтарный управляющий и Янтарная палата были переведены в Пальмникен (ныне посёлок Янтарный), а затем в Фишхаузен (ныне город Приморск). К концу XVII века название замка и посёлка видоизменилось в Гермау. Оставшиеся укрепления замка использовались в качестве строительного материала для административных зданий в Пальмникене и для мощения улиц в Гермау.
Около 1760 года сохранившийся флигель замка подвергся капитальному ремонту и был перестроен в кирху (приход Гермау, епархия Фишхаузен). Были демонтированы этажные перекрытия, что привело к образованию высокого церковного нефа. В алтарной части, предположительно, сохранилась бывшая замковая капелла со сводчатым потолком. Последний ремонт кирхи проводился в 1936—1942 годах.
В ночь с 1 на 2 февраля 1945 года 275-й гвардейский стрелковый полк под командованием подполковника И. А. Андреева (91-я гвардейская стрелковая дивизия полковника В. И. Кожанова), при поддержке самоходных установок СУ-76 735-го самоходного артиллерийского полка подполковника Кесарева, прорвав оборону 9-го немецкого армейского корпуса и разрозненных отрядов фольксштурма в направлении Куменен (ныне посёлок Кумачёво) — Тиренберг (территория нынешнего перекрёстка дорог на Шатрово, Грачёвку и Дунаевку), стремительным броском вышел к Гермау. 3 февраля 1945 года Гермау был занят войсками 91-й гвардейской стрелковой дивизии 39-й армии. Первыми в посёлок ворвались бойцы 94-й отдельной гвардейской разведроты под командованием старшего лейтенанта А. Г. Щербакова.
В районе Гермау шли тяжёлые бои. В ходе немецкого контрнаступления в феврале 1945 года 91-я гвардейская стрелковая дивизия оказалась в окружении и оставила Гермау 9 февраля. В период окружения артиллерийские удары по посёлку наносились немецкой корабельной артиллерией и береговыми батареями крупного калибра из района Пиллау. Вновь Гермау был взят частями Красной Армии 16 апреля 1945 года.
В 1946 году посёлок Гермау был переименован в Русское.